# 硬度 (水)

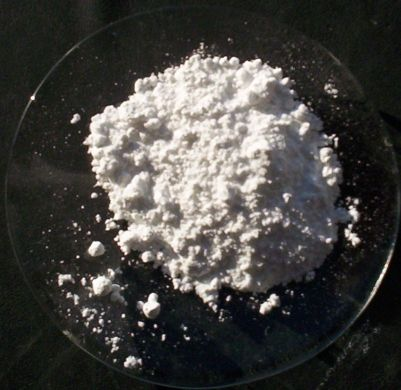
炭酸カルシウム。硬度を表す基準となる。

硬度 （こうど、英語: (Water) Hardness) は、水に微量含まれるカルシウム（Ca）やマグネシウム（Mg）の質量を適当な方法で表現したもの。質量濃度（質量 ÷ 体積）で表されるが、注目する物質や計算式の違いにより、厳密な定義は複数存在する。
硬度が低い水を軟水、高い水を硬水という。

## 種類
単に硬度といえば、通常は総硬度のことである。
- 総硬度：各種塩の総硬度。
- 一時硬度：炭酸塩（炭酸カルシウムと炭酸マグネシウム）の濃度。煮沸すると沈殿するので「一時」という。
- 永久硬度：硫酸塩（硫酸カルシウムと硫酸マグネシウム）や塩化物（塩化カルシウムと塩化マグネシウム）の濃度。煮沸では取り除けないので「永久」という。
- カルシウム硬度：カルシウム塩の濃度。
- マグネシウム硬度：マグネシウム塩の濃度。

したがって、次の関係が成り立つ。
総硬度 = 一時硬度 + 永久硬度 = カルシウム硬度 + マグネシウム硬度
なお、炭酸塩や硫酸塩が水に溶けると炭酸水素塩や硫酸水素塩も生じるが、炭酸塩や硫酸塩が溶けていると説明することが多い。以下でもそのように考える。

## 計算法
日本では戦前はドイツ硬度が広く用いられていたが、戦後はアメリカ硬度を用いることが多い。
| 名称                       | 単位記号  | 質量/体積 | SI (kg/m3)   | 塩         | 換算  | 種類       |
| -------------------------- | --------- | --------- | ------------ | ---------- | ----- | ---------- |
| アメリカ硬度               | mg/L, ppm | mg/L      | 0.001        | Ca塩とMg塩 | CaCO3 | 総硬度     |
| ドイツ硬度                 | °dH       | mg/100cm3 | 0.01         | Ca塩とMg塩 | CaO   | 総硬度     |
| フランス硬度               | °f        | mg/100cm3 | 0.01         | CaCO3      | -     | Ca一時硬度 |
| イギリス硬度（クラーク度） | °E        | gr/gal    | 0.0142537675 | CaCO3      | -     | Ca一時硬度 |

例えばアメリカ硬度では、水中のカルシウム塩とマグネシウム塩を炭酸カルシウムに換算して、その濃度をmg/Lを単位として表す（総硬度）。アメリカ硬度は特別の単位記号がなく、水溶液の質量濃度を表す一般的な単位であるmg/Lやppmが使われる。

### 塩の量の換算
アメリカ硬度では、カルシウム塩・マグネシウム塩の量を炭酸カルシウム (CaCO3) の量に換算する。それぞれの原子量はCa=40.078、Mg=24.305、分子量はCaCO3=100.087なので、カルシウム濃度・マグネシウム濃度からの計算は以下のようになる。
硬度 (mg/L) ≒ カルシウム濃度 (mg/L)×2.5 + マグネシウム濃度 (mg/L)×4.1
ここで2.5はCaCO3の分子量/Caの原子量。4.1はCaCO3の分子量/Mgの原子量。
ドイツ硬度も同様だが、酸化カルシウム (CaO) の量に換算する。

### 例
注: 以下, 56.077はCaOの分子量, 100.087はCaCO3の分子量, 84.32はMgCO3の分子量である。
炭酸カルシウムが100 mg/L 溶けた水の硬度は、次のとおりである。
- アメリカ硬度: 100 mg/L
- ドイツ硬度: 100 mg/L × {\displaystyle {\tfrac {56.077}{100.087}}} = 56.0 mg/L = 5.60  mg/(100 mL) = 5.60 °dH
- フランス硬度: 100 mg/L = 10.0 mg/(100 mL) = 10.0 °f
- イギリス硬度: 100 mg/L = 100 ppm = (100/14.254) × 14.254 ppm = 7.02 × 14.254 ppm = 7.02 °E

炭酸カルシウムと炭酸マグネシウムが100 mg/L ずつ溶けた水の硬度は、次のとおりである。
- アメリカ硬度: 100 mg/L + 100 mg/L × {\displaystyle {\tfrac {100.087}{84.32}}} = 219 mg/L
- ドイツ硬度: {100 mg/L ×{\displaystyle {\tfrac {56.077}{100.087}}} + 100  mg/L ×{\displaystyle {\tfrac {56.077}{84.32}}}} =  123 mg/L = 12.3 mg/(100 mL) = 12.3 °dH
- フランス硬度: 100 mg/L = 10.0 mg/(100 mL) = 10.0 °f
- イギリス硬度: 100 mg/L = 100 ppm = (100/14.254) × 14.254 ppm = 7.02 × 14.254 ppm = 7.02 °E

注: フランス硬度とイギリス硬度は炭酸マグネシウムは対象としない（要確認）。

## 水の分類
硬度の値によって、硬水や軟水という名称で呼ばれる。世界保健機関 (WHO) の基準ではアメリカ硬度に従い以下の通り。
- 軟水：0 - 60未満
- 中程度の軟水（適度な硬さの水、中硬水、中軟水）：60 - 120未満
- 硬水：120 - 180未満
- 非常な硬水：180以上

河川が比較的短い日本では、水が岩や土に接触する時間が短くミネラルの溶出が少ないため、軟水が多い。ただし、沖縄県のサンゴ礁が隆起した地形の地域や、山口県の秋吉台のようなカルスト台地や鍾乳洞のある地域では、炭酸カルシウムが溶解しており硬水が多い。日本では水道法に基づいて定められた水道水質基準（水質基準に関する省令（平成15年5月30日厚生労働省令第101号））において、硬度（カルシウム、マグネシウム等）の基準値が300mg/L以下と定められている。厚生省が設置した「おいしい水研究会」は1984年に「おいしい水」の要件のひとつとして硬度が10 - 100mg/Lであることを挙げており、水質管理上留意すべき項目を定めた水質管理目標設定項目でも硬度の目標値を0 - 100mg/Lとしている。沖縄県や山口県等の水道水の硬度が高い地域では、硬度を低減するために硬度低減化施設が設けられていることがある。日本全国665か所を調査した結果では平均硬度は48.9であり、広島県が水の硬度が特に低く23.5。北海道、東北地方が比較的低い。日本の都道府県のうち硬度が比較的高いのは、千葉県(83.4)、埼玉県(82.8)、熊本県(72.2)、沖縄県(68.1)、東京都(65.8)であり、栃木県、徳島県、香川県と続き中程度の軟水である。残る都道府県は軟水の地域である。地下水は硬度が高く、熊本県はこの影響がある。また雪解け水は硬度が低く、北海道、東北、北陸にはこの影響がある。
一方、石灰岩が多いヨーロッパでは、河川や地下水にミネラルが溶出しやすいため、ほとんどが硬水である。フランスの有名なミネラルウォーターであるエビアン(Evian) 、ヴィッテル(Vittel) 、ペリエ(Perrier) の硬度はいずれも300以上、コントレックス(Contrex) にいたっては1,468に達する。しかしボルヴィック(Volvic) のような軟水も少ないながら存在する。
軟水は粉ミルクの調製、茶やだし汁などに適している。硬水はミネラルウォーターの名の通り、ミネラル分の補給、また灰汁（あく）を析出しやすいため、和食には適さず、灰汁の出る料理に適している。酒造では醸造過程で硬水を使用するとミネラルが酵母の働きを活発にしてアルコール発酵すなわち糖の分解が速く進むので硬水で造れば醗酵の進んだ辛口の酒になり、逆に軟水を使用するとミネラルが少ないため酵母の働きが低調になり発酵がなかなか進まないので醗酵の緩い甘口の酒に仕上がる。
また、硬水は石鹸の泡立ちを抑えてしまう。特にアルカリ性の石鹸は成分が結合・凝固して増粘するため、すすぎで非常に苦労する。
WHOの基準の60から120の硬度の水は、原文が"moderately hard"である。直訳すると"適度な硬さ"であり、これの日本語での表記は、中程度の軟水、中軟水、中硬水と揺れる。